# Río Ayopaya
Der Río Ayopaya ist der Oberlauf des Río Cotacajes und fließt an den Osthängen der Anden-Kordilleren in dem südamerikanischen Staat Bolivien.
Der Río Ayopaya bildet sich am Ostrand der Serranía de Sicasica aus der Vereinigung des Río Leque mit dem Río Colquiri in einer Höhe von 2329 m. Der Fluss fließt ab seiner Entstehung in nördlicher Richtung und vereinigt sich nach 40 Kilometern mit dem Río Ichoca-Colquiri zum Río Sacambaya. Auf der gesamten Strecke bildet der Río Ayopaya die Grenze zwischen dem Departamento Cochabamba und dem Departamento La Paz.
Der nördlich anschließende Río Sacambaya vereinigt sich nach 37 Kilometern mit dem Río Negro zum Río Cotacajes, der wiederum nach weiteren 125 Kilometern mit dem Río Santa Elena zusammenfließt und flussabwärts den Namen Río Alto Beni trägt.